# Peine Island
Peine Island (in Argentinien Islote Peine, im Vereinigten Königreich Comb Island, jeweils sinngemäß übersetzt Kamminsel) ist eine Insel vor der Nordspitze der Antarktischen Halbinsel. Sie liegt westlich von Beagle Island in der Gruppe der Danger-Inseln südöstlich der Joinville-Insel.
Ihren deskriptiven Namen erhielt die Insel 1978 durch das Verteidigungsministerium Argentiniens. Das Advisory Committee on Antarctic Names übertrug diese Benennung 1993 in einer Teilübersetzung ins Englische. Das UK Antarctic Place-Names Committee entschied sich bei der Benennung dagegen bereits 1980 zu einer vollständigen Übersetzung.